# Farbabfall
Farbabfall ist die Bezeichnung für die Farbdichtevariation (ungleichmäßig dicke Farbschicht) in Druckrichtung beim Offsetdruck.
Die Bezeichnung „Farbabfall“ wurde gewählt, weil die Farbschichtdicke an Bogenende in der Regel kleiner ist, als am Bogenanfang. Dies muss aber nicht so sein.
Das Phänomen Farbabfall tritt bei Farbwerken auf, die aus mehreren aufeinander abrollenden Walzen bestehen und bei denen einige Walzen eine seitliche, meist sinusförmige Reiberbewegung vollführen.

## Ursachen
Der Farbabfall hat zwei Ursachen:
1. Die ungleichmäßige Abnahme durch das Druckbild: Wenn keine Farbe auf das Druckbild übertragen wird (im Plattenkanal und an farbfreien Druckbildstellen), erhöht sich die mittlere Farbschichtdicke auf den Farbwerkwalzen und wenn Farbe auf das Druckbild übertragen wird (an druckenden Druckbildstellen), vermindert sich die mittlere Farbschichtdicke auf den Farbwerkwalzen. Dies hat Auswirkung auf das Druckbild und auf die übertragene Farbschichtdicke, so dass nach dem Passieren des Plattenkanals das Farbwerk eine höhere mittlere Farbschicht besitzt, als nach der Farbabgabe an das Druckbild und daher die Farbschichtdicke auf dem Druckbogen am Bogenanfang höher ist, als am Bogenende.
2. Die seitliche Verreibung der Farbreiber: Man kann beobachten, dass die seitliche Bewegung der Farbreiber einen Einfluss auf das Farbprofil in Laufrichtung des Bogens hat, so dass bei sich langsam seitlich bewegenden Reiber relativ viel Farbe übertragen wird und bei sich schnell seitlich bewegenden Reiber relativ wenig Farbe übertragen wird. Das Bewegungsmuster der Reiberwalzen prägt sich also dem Farbprofil auf dem Druckbogen auf.

Diese beiden Effekte ergeben das Farbprofil in Laufrichtung des Bogens. Sie können sich im ungünstigen Fall addieren. Andererseits lässt sich das Farbprofil durch eine Änderung des seitlichen Bewegungsmusters der Reiberwalzen (Verreibereinsatzpunkt) derart beeinflussen, dass sie gegenläufig wirken und so den Farbabfall minimieren.